# Atletski stadion Kladivar
Atletski stadion Kladivar – stadion lekkoatletyczny w Celje, w Słowenii. Został otwarty w 1950 roku. Może pomieścić 2500 widzów (z czego 1500 miejsc jest siedzących). Obiekt użytkowany jest przez klub lekkoatletyczny AD Kladivar Celje.
Dawniej w miejscu obecnego stadionu istniała łąka, którą od lat 20. XX wieku używała do ćwiczeń gimnastycznych organizacja Sokół. Niedługo przed wybuchem II wojny światowej utworzono w tym miejscu boisko piłkarskie. W 1948 roku rozpoczęła się budowa stadionu, którego otwarcie miało miejsce we wrześniu 1950 roku. Był to pierwszy typowo lekkoatletyczny stadion w ówczesnej Jugosławii. W latach 1964–1970 wybudowano nową, zadaszoną trybunę główną wraz z halą sportową, zastępując drewniane trybuny. Ostatnia modernizacja obiektu miała miejsce w 1996 roku. Stadion służy lekkoatletom klubu AD Kladivar Celje, odbywały się na nim m.in. lekkoatletyczne Mistrzostwa Słowenii.